# باذنجان إفريقي
باذنجان إفريقي  أو باذنجان كبير الثمر أو باذنجان فيتنامي (الاسم العلمي: Solanum macrocarpon)، جنبة استوائية فرعاء متوسطة القد معمرة، من فصيلة الباذنجانية. وهو يرتبط ارتباطًا وثيقًا بالباذنجان. منشأة غرب إفريقيا، ولكنه الآن مُنتشر على نطاق واسع في وسط وشرق أفريقيا. من خلال إدخاله من غرب إفريقيا، ينمو النبات أيضًا في منطقة البحر الكاريبي وأمريكا الجنوبية وبعض مناطق جنوب شرق آسيا. يُزرع الباذنجان الإفريقي على نطاق واسع لاستخدامه كغذاء، ولأغراض طبية، وكذلك لزينة.